# Gilda Marinescu
Gilda Marinescu (n. 13 februarie 1933, București – d. 24 aprilie 1995, București) a fost o actriță română de film, radio, televiziune, scenă și voce.

## Biografie
A absolvit Institutul de Artă Teatrală și Cinematografică. A decedat la 24 aprilie 1995 și a fost incinerată.

## Filmografie
- Zodia Fecioarei (1967)
- Baladă pentru Măriuca (1969)
- Serata (1971) - prințesa
- Livada de vișini (film TV, 1975)
- Instanța amînă pronunțarea (1976)
- Înainte de tăcere ‎(1978) - Marghioala
- Drumul oaselor (1980) - servitoarea boierului Pană Grădișteanu (nemenționată)
- O lebădă iarna (1983) - Marta
- Lișca (1984)
- Ciuleandra (1985) - Maria Crainicu, mama Mădălinei
- Căutătorii de aur (1986)
- Figuranții (1987)
- François Villon – Poetul vagabond (1987) - Madame La Bruyère

## Distincții
- Medalia Muncii (7 iunie 1957) „cu prilejul aniversării a 140 de ani de la reprezentarea primului spectacol în limba romînă pe scena Teatrului Național „Vasile Alecsandri” din Iași, pentru merite deosebite în activitatea artistică”[3]